# Arnières-sur-Iton

Arnières-sur-Iton este o comună în departamentul Eure, Franța. În 1 ianuarie 2022 avea o populație de 1.651 de locuitori.